# گابریل مارکز
گابریل مارکز (به پرتغالی: Gabriel Marques de Andrade Pinto) مدافع اهل برزیل است که در شهر Pedro Leopoldo و در تاریخ ۴ مارس ۱۹۸۸ به دنیا آمده‌است.
گابریل مارکز در تیم‌های فوتبال Grêmio سابقهٔ حضور دارد.